# Lac Noir (Fribourg)
 (juillet 2012).
Si vous disposez d'ouvrages ou d'articles de référence ou si vous connaissez des sites web de qualité traitant du thème abordé ici, merci de compléter l'article en donnant les références utiles à sa vérifiabilité et en les liant à la section « Notes et références ».
Pour les articles homonymes, voir Lac Noir.
Le lac Noir (en allemand : Schwarzsee, en patois fribourgeois : Lé d'Omêne  ) est un lac naturel d'environ 0,5 km2 situé dans le canton suisse de Fribourg dans les Préalpes fribourgeoises. Il est rattaché à la commune de Planfayon et possède environ 500 habitants permanents. Les berges du lac se trouvent également dans les communes de Val-de-Charmey et de Jaun].

## Géographie

Photo aérienne prise à 2000 m par Walter Mittelholzer (1925)

Le lac Noir est situé à 1 046 mètres d'altitude et possède une profondeur maximale de 10 mètres. Prairies et arbres bordent ses rives principalement planes, à l'exception d'une petite portion de berge escarpée au sud. Le lac s'insère dans le paysage montagneux des Préalpes fribourgeoises. Il est entouré par les hauteurs du Schwyberg (1 628 m) à l'ouest, les crêtes des Reccardets (1 923 m) et de la Spitzfluh (1 951 m) au sud ainsi que par le Kaiseregg (2 185 m) à l'est. Parmi les affluents notables, on peut citer l'Euschelsbach au sud et le Seeweidbach au sud-ouest. Les eaux du lacs s'écoulent par le nord pour former la Singine chaude (Warme Sense), une des sources de la Singine (Sense).

## Tourisme

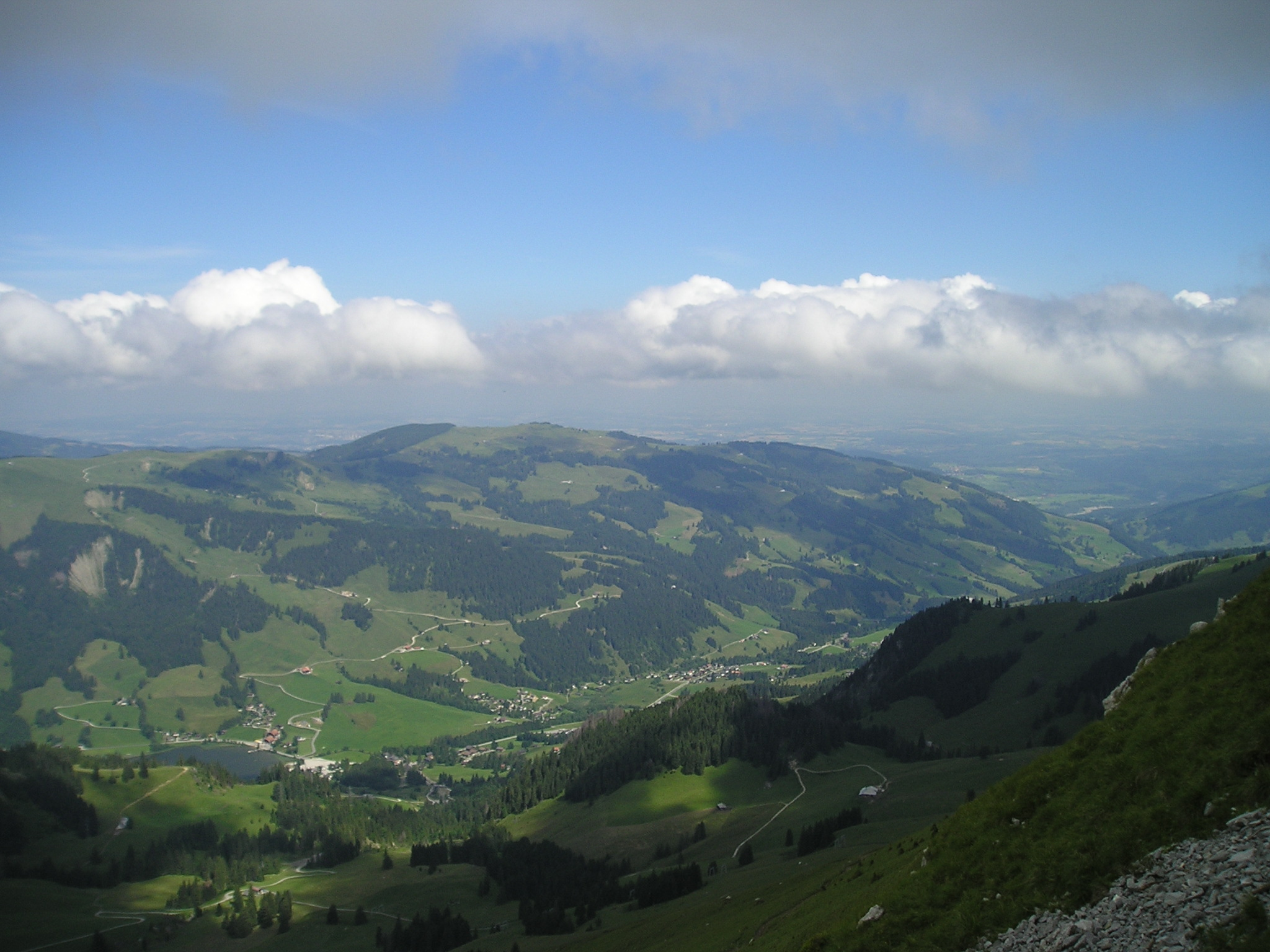
La vallée du Lac Noir.

Le lieu-dit du Lac Noir est rattaché à la commune de Planfayon et ses berges se trouvent également dans les communes de Val-de-Charmey et de Jaun]. Il est situé au niveau de la Singine chaude et est composé d'exploitations agricoles, de chalets et d'autres établissements touristiques dispersés dans la vallée. Les eaux du lac, riches en soufre, sont utilisées depuis 200 ans pour leurs vertus curatives.
Le Lac Noir (Schwarzsee) est aussi le nom de la région touristique dans la zone de chalandise du lac. C'est un lieu d'excursion apprécié. Il est possible d'entreprendre de longues randonnées dans les montagnes environnantes en été, ou de faire du ski ou du patinage sur le lac gelé en hiver.
Depuis 2021 a lieu, au mois d'août, le LAC NOIR Schwarzsee Festival, porté par la figure symbolique Jacques Noir. C'est un festival de musique, mais aussi d'art et de culture, capable d'accueillir 3000 personnes sur les rives du lac.
Le Lac Noir accueille également le Campus Schwarzsee, propriété de l'Etat de Fribourg. C'est le centre fribourgeois de sport et de loisir. C'est sur le campus que se trouve le centre national de formation du service civil, où ont lieu tout au long de l'année des cours théoriques et pratiques pour les jeunes de tout le pays,.

## Domaine skiable
En hiver, plusieurs remontées mécaniques peuvent être empruntées depuis les environs du lac.
Il existe un télésiège 2-places débrayable, permettant d'accéder depuis le lac, directement depuis le parking payant jusqu'à Riggisalp, et ainsi au restaurant d'altitude Bärghuus Riggisalp (1 493 m). Une piste de ski éclairée en nocturne (ouverte alors aussi aux luges) longue de 4 km y prend son départ et relie le bas du domaine. Un deuxième télésiège 4-places débrayable - construit en 2011 - transporte les skieurs jusqu'au sommet du domaine, soit 1 748 m. Il dessert des pistes tracées sur les pentes du Kaiseregg. Si les remontées mécaniques sont dans l'ensemble relativement modernes, leur débit reste relativement faible et le temps de remontée relativement long. Le domaine skiable est dans sa majorité relativement abordable pour des skieurs de niveau débutant. Toutefois, en dehors des pistes situées sur le haut du domaine, les pistes sont relativement étroites[réf. nécessaire]. Le versant se trouvant à l'ouest de l'arrivée du télésiège de Riggisalp, donc à droite en sortant du télésiège est une zone protection de la faune (Wildschutz-Zone), la pratique du hors piste y est par conséquent prohibée dans cette zone.
En revanche, Le téléski Rohr et le télésiège du Schwyberg ne sont plus en service.
La station hivernale s'y termine généralement à la mi-mars. La station coopère sur une offre forfaitaire commune avec le regroupement de stations de sports d'hiver Magic Pass.
Une piste de luge d'été a été implantée sur le bas des pistes, aux abords directs du lac.